# نور الدين زنكي
الملكُ العادلُ أبو القاسمِ نور الدين محمود بن عمادِ الدِّين زَنْكِي (511 - 569 هـ / 11 فبراير 1118 - 15 مايو 1174) وهو ابن عماد الدين زنكي بن آق سنقر. يُلقَّب بالملك العادل، ومن ألقابه الأخرى ناصر أمير المؤمنين، تقيّ الملوك، ليث الإسلام، الخليفة الراشد، كما لُقِّب بنور الدين الشهيد مع أن وفاته بسبب المرض. وهو الابن الثاني لعماد الدين زنكي. حكم حلب بعد وفاة والده، وقام بتوسيع إمارته تدريجيًّا، كما ورث عن أبيه مشروع محاربة الصليبيين.
شملت إمارته معظم الشام، وتصدى للحملة الصليبية الثانية، ثم قام بضم مصر لإمارته وإسقاط الفاطميين والخطبة للخليفة العباسي في مصر بعد أن أوقفها الفاطميون طويلا، وأوقف مذهبهم. وبذلك مهَّد الطريق أمام صلاح الدين الأيوبي لمحاربة الصليبيين وفتح القدس بعد أن توحَّدت مصر والشام في دولة واحدة. تميَّز عهده بالعدل وتثبيت المذهب السنِّي في بلاد الشام ومصر، ونشر التعليم والعناية بالصحَّة في إماراته، ويعُده البعض سادسَ الخلفاء الراشدين.

## أصوله وبداياته

### وصول الزنكيين إلى الإمارة
ينتسب نور الدين إلى السلاجقة الأتراك، فجدّه آق سُنقر بن إل ترغان يعود نسبه إلى قبيلة ساب يوب. كان جَده مملوكًا للسلطان جلال الدولة ملك شاه، وكان عسكريًا وملاصقًا للسلطان.
وفي سنة 480 هـ / 1087 م، أصدر السلطان السلجوقي جلال الدولة ملك شاه أمرًا بتعيين آق سنقر على حلب بسبب إخلاصه للسلطان أثناء حروبه، وخشية من أطماع أخيه تتش بن ألب أرسلان في بلاد الشام. كما أوصى سائر الأمراء بطاعته، فسار آق سُنقر إلى حلب على رأس جيش كبير، وأقام فيها لبعض الوقت ريثما يدبر أمورها ويصلح أحوالها. لكن بعد وفاة جلال الدولة ملك شاه حصل قتال بين تتش بن ألب أرسلان وآق سُنقر انتهى بأسر وقتل آق سُنقر.
كان عمر عماد الدين زنكي 10 أعوام عند وفاة والده آق سُنقر. مكث عماد الدين في حلب عامًا واحدًا عند مماليك وقادة أبيه، وما لبث أن استدعاه والي الموصل كربوقا بعد استلامه الولاية ليقوم برعايته لإدراكه مكانة آق سُنقر في نفوس التركمان، وما يكنونه له من ولاء وطاعة. وبقي عماد الدين مواليا لولاة الموصل الذين عينهم السلطان محمد بن ملكشاه، ورافقهم في معاركهم. ثم ولاه السلطان محمود بن محمد على ولاية الموصل سنة 521 هـ / 1127 م، فاستطاع ضم جزيرة ابن عمر وإربل وسنجار والخابور ونصيبين وجزء من ديار بكر، وعبر الفرات فملك منبج وحلب وحماة وحمص وبعلبك، وبذلك نجح في التوسع بإمارته لتشمل مناطق شاسعة.

### نشأته
ولد نور الدين في فجر يوم الأحد من 17 شوال 511هـ، وهو ثاني أولاد عماد الدين زنكي بعد سيف الدين غازي. لا تذكر المصادر التاريخية شيئاً عن نشأة نور الدين وشبابه، ولكنها جميعًا تؤكد أنه تربى في طفولته تحت رعاية وإشراف والده، وأن والده كان يقدمه على إخوانه ويرى فيه مخايل النجابة. بقي ملازمًا لوالده حتى وفاته. كان أسمر اللون طويل القامة حسن الصورة لا يوجد في وجهه شعر سوى ذقنه، كما كان حنفيّ المذهب. يرى بعض المؤرخون الحديثون أنه كان أشعريا، في حين يرى آخرون أنه كان متبعا للطريقة القادرية، ويرى آخرون أنه وفق بين القادرية والأشعرية. حكم نور الدين محمود حلب في حين حكم سيف الدين غازي الموصل. كان الحد الفاصل بين أملاك الأخوين هو نهر الخابور في الجزيرة السورية.
تزوج نور الدين عام 541 هـ / 1146 م من عصمة الدين خاتون ابنة الأتابك معين الدين أنر حاكم دمشق، وكتب العقد في دمشق في 23 شوال. أنجب ولدين وبنت، الأكبر إسماعيل الذي تولى الحكم من بعده، والأصغر أحمد مات طفلاً.

### إمارة حلب
كان نور الدين برفقة أبيه حين قُتل سنة 541 هـ (الموافق لسنة 1146 م) عند قلعة جعبر، في حين كان أخوه الأكبر سيف الدين مقيمًا في شهرزور. أخذ نور الدين خاتم والده، وذهب مع جنده إلى حلب فملكها هي وتوابعها في ربيع الآخر 541 هـ (الموافق فيه سبتمبر 1146 م)، وكان عمر نور الدين زنكي آنذاك ثلاثين عامًا.
انقسمت الدولة الزنكية بذلك إلى قسمين، الأول في الموصل والجزيرة وحمص التي سارع إليها سيف الدين غازي لتثبيت حكمه فيها، والثاني في حلب وما جاورها تحت إمرة نور الدين. كما حكم أخوهما نصرة الدين أمير أميران منطقة حران تابعاٌ لنور الدين، في حين بقي الأخ الرابع قطب الدين مودود تحت رعاية سيف الدين.

## توسع الإمارة في بلاد الشام والعراق

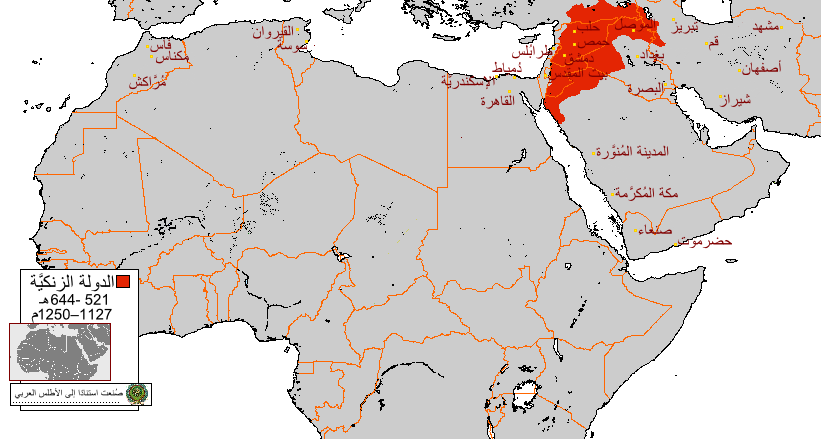
توسع الدولة النورية في بلاد الشام والعراق.

قام نور الدين بضم العديد من المدن والمقاطعات خلال مسيرة حياته على حساب الأسر العربية الحاكمة.

### ضم الرها
بعد وفاة عماد الدين زنكي خضعت إمارة الرها لحكم سيف الدين غازي، وبقيت حامية صغيرة في المدينة للدفاع عنها. فحاول جوسلين الثاني أمير كونتية الرها استعادة المدينة مستغلا تمردًا للأرمن قام بالتحريض عليه بعد وفاة عماد الدين زنكي.
فخرج على رأس قوة عسكرية متجهًا إلى الرها وسانده في ذلك بلدوين حاكم مرعش في حين رفض ريموند الثاني حاكم أنطاكية مساعدته.
استطاع جوسلين الثاني الدخول إلى البلدة في ربيع الآخر 541 هـ الموافق شهر سبتمبر من سنة 1146، لكنه لم يستطع دخول القلعة -التي احتمت فيها الحامية الإسلامية- وذلك بسبب قلّة عدد القوات المرافقة لجوسلين، الذي أرسل طالبًا المساعدة من إمارتي أنطاكية وطرابلس.
بالمقابل أرسلت الحامية الإسلامية طلبًا بالمساعدة والمدد. فخرج جيشان، جيش من حلب وجيش من الموصل بأمر سيف الدين، لكن الأخير وصل متأخرا.
خرج نور الدين من حلب على رأس جيش تعداده عشرات الآلاف من الفرسان وحاصر قوات جوسلين الثاني في جمادى الآخرة / نوفمبر من نفس العام مما اضطر جوسلين إلى الهرب. طارده نور الدين ووقعت معركة في سميساط ونجح جوسلين الثاني في الفرار بعد انتصار نور الدين.
عاقب نور الدين أهالي الرها المتمردين بأن جعلهم نهبًا لجيشه وطرد من بقي فيها من الفرنجة، وقد أقرّ سيف الدين غازي بحكم نور الدين على الرها بعد أن حرّرها وسيطر عليها.

### ضم دمشق

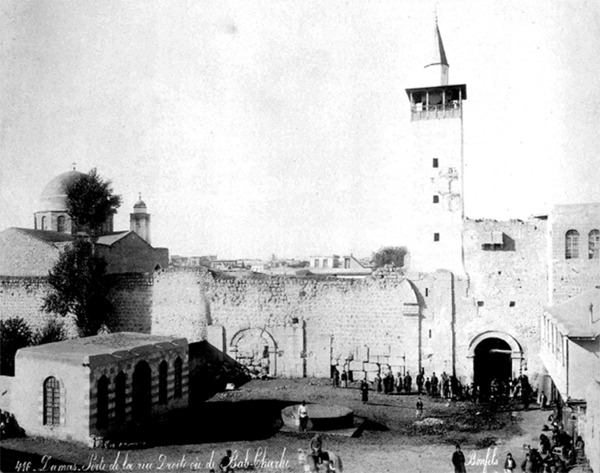
باب شرقي، دمشق عام 1880.

كانت أول محاولة لنور الدين للسيطرة على دمشق في سنة 545 هـ (1150م) حين أرسل قواته لهناك لكن مسيرها تأخر بسبب هطول الأمطار فسارع مجير الدين أبق بالاستنجاد بالصليبيين، فقرر نور الدين فك الحصار عن دمشق بعد أن وعده مجير الدين بأن ينقش اسمه على النقود وأن يدعو له في المساجد. سيطر الصليبيون على عسقلان عام 548 هـ / 1153م، وانتزعوها من يد الفاطميين واعترضت دمشق بين نور الدين وبينها، وخشي نور الدين على دمشق خاصة بعد أن استطال الصليبيون على دمشق بعد ملكهم عسقلان ووضعوا عليها الجزية واشترطوا عليهم تخيير الأسرى الذين بأيديهم في الرجوع إلى وطنهم.
فقام نور الدين بتكليف نجم الدين أيوب الذي كان حاكم بعلبك آنذاك، بكسب بعض القواد في دمشق وبث الشائعات ضمن دمشق وتحريض الشعب على الثورة، حتى ذهب نجم الدين مع بعض من حرسه لمقابلة مجير الدين والذي خشي بدوره من المقابلة ورفضها. فاعتبرها نور الدين إهانة فسير جيشه إلى دمشق. فاستنجد مجير الدين بالصليبيين على أن يعطيهم الأموال ويسلم لهم بعلبك فجمعوا واحتشدوا. في خلال ذلك عمد نور الدين إلى دمشق في محرم سنة 549 هـ (أبريل 1154 م) وكاتب جماعة من أحداثها ووعدهم من أنفسهم فلما وصل ثاروا بمجير الدين ولجأ إلى القلعة. وفتح أحد أبواب دمشق وهو باب شرقي ليدخل نور الدين منه، وملك نور الدين المدينة وحاصر مجير الدين في القلعة وبذل له إقطاعاً منها مدينة حمص. فسار إليها مجير الدين وملك نور الدين القلعة. ثم عوضه عن حمص ببالس فلم يرضها فرحل إلى بغداد وابتنى بها داراً وأقام بها إلى أن توفي.

### ضم شيزر
تملك شيزر موقع استراتيجي، فهي تقع على الخطوط التجارية بين حلب ودمشق وحمص، رغم ذلك لم يحاول نور الدين ضمها عسكريا. لكن حدث زلزال سنة 552 هـ دمر الحصن وقتل معظم أل منقذ. خشي نور الدين على شيزر من أن تقع تحت أيدي الصليبيين فوقف بجيشه في أطراف البلاد ورمم ما تضرر من أسوارها. وبذلك دخلها بعض أمراء نور الدين ومن ثم دخلها وملكها بعد أن مات جميع آل منقذ الذين اجتمعوا عند أميرها في دعوة فأصابتهم الزلزلة مجتمعين فسقطت عليهم القلعة ولم ينج منهم أحد.

### ضم بعلبك

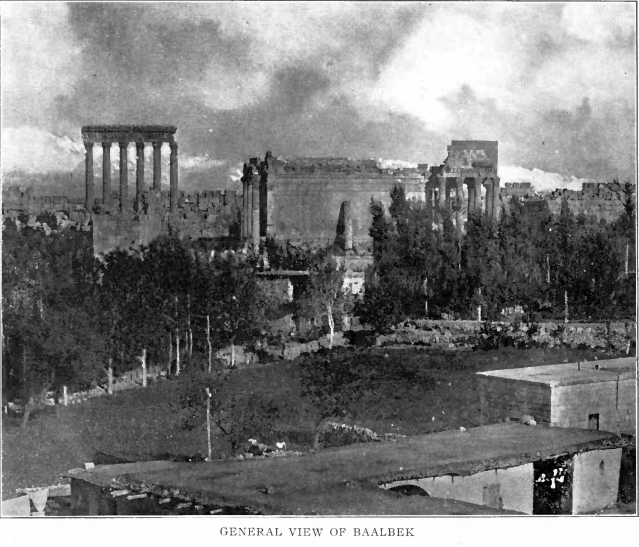
بعلبك سنة 1906.

بعد أن نجح نور الدين في ضم دمشق، أعلن الضحاك بن جندل البقاعي والذي كان تابعا لإمارة دمشق عصيانه وتمرّده على نور الدين. لكن نور الدين لم يقم بأي عمل ضده خوفا منه بأن يستنجد بالصليبيين. وانتظر ثلاث سنوات حتى عقد اتفاق هدنة مع الصليبيين. وفي سنة 552 هـ / 1154م ضم نور الدين بعلبك دون أي مقاومة من الضحاك.

### ضم حران
كان نصرة الدين الزنكي حاكم حران وخاضعًا في نفس الوقت لسلطان نور الدين. استمرت العلاقة هذه حتى سنة 552 هـ حيث ازدادت الطموحات السياسية لنصرة الدين وأراد السيطرة على حلب مستفيدًا من مرض نور الدين، ودعم الإسماعيلية له، فقام بالسيطرة على المدينة إلا أن القلعة استعصت عليه. بعد فشل هذه المحاولة قرر نور الدين إخضاع حران لسيطرته المباشرة فقام بحصارها شهرين وسقطت في يده سنة 554 هـ / 1159م ولاذ أخوه بالفرار.
إلا أن نور الدين استمال أخوه فيما بعد وشارك معه في حروبه ضد الصليبيين.

### ضم قلعة جعبر
حاول نور الدين ملاينة شهاب الدين العقيلي بعد أن تم أسره من قبل قبيلة بني كلاب وإكرامه أثناء أسره لتسليمه القلعة. لكن رفض شهاب الدين دفع نور الدين إلى محاصرة القلعة لكنه فشل عن فتح القلعة. فلجأ هذه المرة إلى أسلوب الإغراء بأن عرض عليه مناطق غنية وذات موارد زراعية تابعة لحلب إضافة إلى عشرين ألف دينار فوافق شهاب الدين. استلم نور الدين قلعة جعبر سنة 564 هـ الموافقة سنة 1168م.

### ضم الموصل
استلم إمارة الموصل قطب الدين زنكي بعد وفاة سيف الدين غازي سنة 554 هـ. شارك مع نور الدين في معظم حروبه وأصبح يخطب له في إمارته طواعية دون كراهية. بعد وفاة قطب الدين استلم الإمارة ابنه سيف الدين غازي الثاني بدلا عن ابنه عماد الدين زنكي الثاني حسب وصية قطب الدين، وذلك بمساعدة الوزير فخر الدين عبد المسيح بمساعدة الخاتون والدة سيف الدين. استطاع فخر الدين أن يصبح المسيطر والمتحكم بالإمارة. ضاق هذا الأمر على نور الدين فتوجه إلى الموصل على رأس جيشه فضم الأراضي الخاضعة لإمارة الموصل في طريقه مثل الرقة ونصيبين وضرب الحصار على سنجار حتى سقطت وأعطاها لابن أخيه عماد الدين وبدأ بفرض حصار على الموصل حتى استجاب فخر الدين عبد المسيح بتسليم الموصل مشترطًا منحه إقطاعًا في أي مكان يراه نور الدين مناسبًا وببقاء سيف الدين غازي الثاني على إمارة الموصل. وافق نور الدين على ذلك وسيطر على الموصل في سنة 566 هـ.

## الحروب ضد الصليبيين

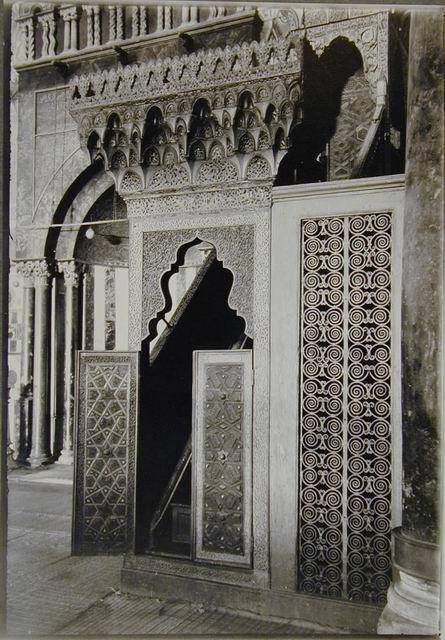
منبر نور الدين والمعروف بمنبر صلاح الدين.

وضع نور الدين نصب عينيه قتال الصليبيين منذ بداية استلامه لإمارة حلب وإنهاء جميع معاقل الصليبيين في بلاد الشام، وكان هدفه تحرير القدس، حتى أنه أمر ببناء منبر سنة 563 هـ / 1168م ليضعه في المسجد الأقصى بعد أن يقوم بفتح المدينة وقد صنع هذا المنبر في دمشق بواسطة مهرة الحرفيين من دمشق وحلب. نُقل هذا المنبر بالفعل إلى القدس بعد فتحها على يد صلاح الدين الأيوبي ودعي هذا المنبر فيما بعد بمنبر صلاح الدين.

### قبل الحملة الصليبية الثانية
بدأ نور الدين بمقاتلة الصليبيين مباشرة بعد استلامه الحكم وأولى المعارك كانت محاولة الصليبيين استرجاع الرها، والتي انتهت بسيطرة نور الدين على تلك الإمارة. في نفس العام تمرد توتنتاش والي بصرى على معين الدين أنر أمير دمشق والتي كانت تابعة إلى إمارة دمشق. طلب توتنتاش مساعدة الصليبيين في تمرده وتحركت جيوش الصليبيين بناء على ذلك متجهة إلى دمشق. فما كان من معين الدين إلا أن يطلب المعونة من نور الدين، رغم القلق الذي كان ينتاب معين الدين من أطماع نور الدين في دمشق. أرسل نور الدين الرسل لطلب الزواج من أبنة معين الدين خاتون، ليبث الطمأنينة في قلب الأخير. التقى الجيش الحلبي والدمشقي في بصرى واستطاعوا أن يقضوا على التمرد بسرعة. من ثم توجهوا لملاقاة الجيش الصليبي الذي تراجع إلى القدس من دون حدوث أي مواجهة تذكر. حصل نور الدين على مدينة حماة مكافأة له على مساعدته لدمشق.
في سنة 542 هـ سيطر نور الدين على مناطق واسعة في بلاد الشام وخصوصا تلك التابعة لإمارة أنطاكية مثل: ارتاح، مابولة، بصرفوت، كفر لاثا، البلاطة وبسرفوت.

### الحملة الصليبية الثانية

تحرك الصليبيين حتى حصارهم لدمشق.

سبّب سقوط امارة الرها صدمة كبيرة لدى الصليبيين، وخشية من سقوط المزيد من الإمارات أصدر البابا إيجين الثالث أمرا بابويا بتجنيد حملة صليبية جديدة. استجاب لهذا الأمر كل من لويس السابع ملك فرنسا وكونراد الثالث ملك ألمانيا.
تحركت جحافل الجيوش الصليبية في صيف سنة 542 هـ (1147م) وبلغ تعداد الجيشين الألماني والفرنسي نحو 70 ألف فارس، والتحقت بهم جموع ضخمة من الفلاحين والفقراء.
تحرك الجيش الألماني إلى القسطنطينية سنة 542 هـ / 1147م ومنها إلى نيقية ليبدأ تحركه إلى بلاد الشام. لكنه أصبح عرضة لضربات السلاجقة الروم وخسر عددا كبيرا من الجنود والعتاد بالإضافة إلى تعرضه للمجاعة والأمراض. أجبر هذا الملك الألماني أن يطلب من ملك فرنسا أن يلتحق بقية جيشه بالجيش الفرنسي، حينما التقى الجيشان في نيقية. ومن ثم انتقل الجيش إلى مدينة أنطاكية بعد أن ترك الملك الألماني الحملة متوجها نحو القسطنطينية بسبب مرض جلدي خطير، وبعد شفائه توجّه إلى القدس مباشرة. قام الملك لويس السابع بإعادة تنظيم الجيش بسبب كثرة هجمات السلاجقة عليهم أثناء المسير إلى أنطاكية، وسرعان ما غادر أنطاكية متجها نحو القدس.
بعد اجتماع الصليبيين في القدس، تم عقد اجتماع آخر في مدينة عكا برعاية الملكة ميليسندا في 5 ربيع الأول 543 هـ / 24 يونيو 1148م ليقرورا خطة التحرك المستقبلية وليتفقوا على ضرورة احتلال دمشق. لتتحرك الجيوش الصليبية بتعداد قدره ستين ألف فارس و 8 آلاف راجل بينهم 4 آلاف رامي نحو دمشق، في 27 ربيع الأول 543 هـ / 15 يوليو 1148م. وصلت هذه الجيوش أسوار دمشق في 1 جمادى الأولى / 19 يوليو 1148م فارضة حصارا عليها.
واجهت الحملة الصليبية مقاومة قوية من قبل الجند والشعب في دمشق. وسرعان ما استنجد معين الدين أنر بسيف الدين غازي وبنور الدين زنكي ليلتلقي الجيشان في حمص. أرسل سيف الدين رسالة إلى معين الدين يطالبه بأن يجعل قادته يحكمون دمشق أثناء الحروب من أجل التحصن بدمشق في حالة هزيمته وفي حالة النصر فإنه لن يحكم دمشق وسيبقيها تحت سيطرة معين الدين، في نفس الوقت أرسل التهديدات إلى قادة الحملة الصليبية. خشي معين الدين من طموح سيف الدين وأخيه نور الدين في السيطرة على دمشق فأرسل يهدد الصليبيين بتسليم دمشق لهم، وخسارتهم لحليف فيها، وعرض عليهم تسليمهم قلعة بانياس كتعويض لهم، مما أدى إلى تفتت لُحمة الصليبيين وقبول هذا العرض، بالرغم من معارضة ملك ألمانيا له.
بعد أربعة أيام، اضطرت الحملة الصليبية الثانية إلى التراجع بعد المواجهة الشرسة مع الدمشقيين إضافة إلى الخشية من مواجهة جيش الأخوين زنكي، على الرغم من أن تعداد هذه الحملة كان أكبر من الحملة الأولى.

### ما بعد الحملة الصليبية الثانية
توالت حروب نور الدين مع الصليبيين بعد الحملة الصليبية الثانية والتي ما لبثت أن بدأت مباشرة بعد فشل الحملة.

#### حروبه مع مملكة بيت المقدس

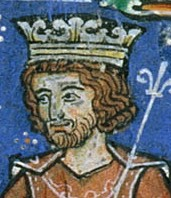
ملك بيت المقدس عموري الأول.

شهدت العلاقة مع مملكة بيت المقدس تفاوتًا كبيرًا وكان هناك تنافسًا كبيرا على تمدد الرقعة الجغرافية لكليهما. بعد سقوط عسقلان سنة 548 هـ / 1153م، سارع نور الدين إلى السيطرة على دمشق. كما حصل تنافس كبير بين المملكتين في السيطرة على مصر. أحيانا كانت تحصل هدن قصيرة بين الطرفين امتدت من بضعة أشهر إلى سنتين. يُلاحظ أن نور الدين اتجه إلى مهادنة المملكة سنة 550 هـ / 1155م لمدة عام وفي العام التالي، أي 551 هـ/ 1156م، تجددت المعاهدة فتم إرسال قطيعة للصليبيين قدرها ثمانية آلاف من الدنانير الصورية، وفي نهاية المعاهدة خُرقت من قبل الصليبيين عندما هاجم بلدوين الثالث مراعي بانياس، كذلك عقدت معاهدة بين الطرفين لمدة عامين في عام 556 هـ / 1160م وعلى أثر الزلازل التي اجتاحت بلاد الشام عام 566 هـ / 1170م اتجه نور الدين إلى عقد هدنة مع عموري الأول، ويضاف إلى ذلك أنه تم عقد هدنة قصيرة مدتها ثلاثة أشهر في عام 568 هـ(1173م).

##### قلعة بانياس
بعد أن فتح نور الدين قلعة حارم، عزم على مواجهة بانياس والتي كانت بيد الصليبيين منذ سنة 543 هـ / 1149م فتوجه إليها ثم تقدم باتجاه طبريا، مما أدى إلى تراخي الحامية الصليبية المتواجدة في بانياس. ثم التف ليبدأ حصار قلعتها في 29 ذي الحجة من سنة 559 هـ / 28 أكتوبر 1164م. وكان معه أخوه نصير الدين أمير أميران فاصيب بسهم في إحدى عينيه وأخذ الإفرنج في الجمع لمدافعته فلم يستكملوا أمرهم حتى فتحها وشحن قلعتها بالمقاتلة والسلاح. خافه الإفرنج فشاطروه في أعمال طبرية وضرب عليهم الجزية في الباقي ووصل الخبر بفتح حارم وبانياس إلى ملوكهم الذين ساروا إلى مصر.

#### حروبه مع إمارة طرابلس

##### حصن عريمة
بعد مغادرة معظم أمراء الحملة الثانية بقي الكونت برتراند كونت تولوز ابن الكونت ألفونسو الذي توفي في قيسارية وشاع أن ريموند الثاني كونت طرابلس هو من قام بقتله بسبب الخلاف على إمارة طرابلس. أراد برتراند الانتقام لموت أبيه وأعلن انه الوريث الشرعي لإمارة طرابلس، فقام باحتلال حصن عريمة من بين يدي حاكم طرابلس. حاول ريموند التصدي لحملة برتراند لكن جنوده انهزموا، وطلب ريموند المساعدة من أمراء الصليبيين لكنهم رفضوا، فاضطر بالاستنجاد بمجير الدين أنر، وخصوصا أنه لم يساهم في الحملة الثانية. وافق أنر مساعدته وطلب مساعدة نور الدين ليتوجه الجيشان إلى حصار حصن العريمة ليتم تدمير الحصن بشكل كامل وأسر الكثير، ومن بين الأسرى الكونت برتراند وأخته الذي لبث في السجن 12 عاما. تختلف المصادر العربية عن المصادر الصليبية قتذكر المصادر الصليبية أن نور الدين تزوج من أخت برتراند وأنجبت منه ابنه الصالح ولا يوجد لمثل هذا في المصادر العربية. كما تذكر بعض المصادر العربية أن من وقع في الأسر هي أم برتراند.

##### معركة حصن الأكراد (البقيعة)

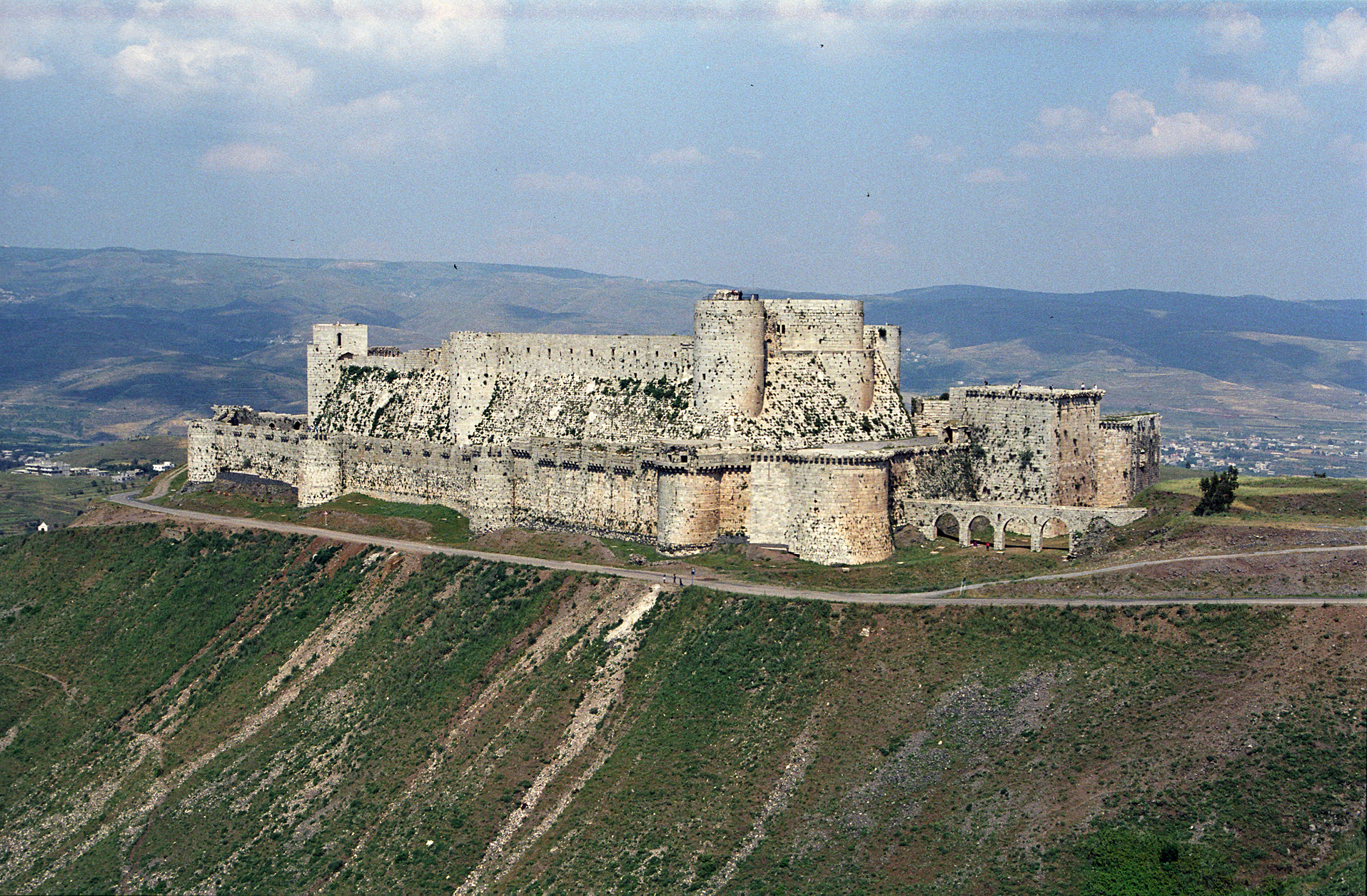
حصن الأكراد أو قلعة الحصن.

قام نور الدين سنة 558 هـ (الموافق لسنة 1163م) بتجميع جيوشه والتوجه إلى حصن الأكراد وعسكر في منطقة تدعى البقيعة. تفاجأ جيش نور الدين بظهور رايات الصليبيين في معسكرهم وحاول جنودهم دفعهم لكنهم لم يستطيعوا وكثر القتلى والأسرى في صفوف الجيش حتى وصلوا إلى خيمة نور الدين الذي خرج على عجل من خيمته، ولسرعته ركب خيله وفي رجله شبحة. حاول أحد الصليبيين قتله لكنه قطع الشبحة، وسرعان ما أنقذ نور الدين أحد جنوده بقتل من حاول قتله. انسحب نور الدين إلى حمص، ونصب معسكره على بحيرة قدس، وأكرم العطاء لجنده. أما الصليبيين فإنهم كانوا عازمين على قصد حمص بعد هزمهم لنور الدين، لأنها أقرب البلاد إليهم، فلما بلغهم مقام نور الدين عندها قالوا: «إنه لم يفعل هذا إلا وعنده من القَّوة أن يمنعنا». ثم أرسلوا إلى نور الدين في المهادنة فلم يجبهم إليها، فتركوا عند الحصن من يحميه، وعادوا إلى بلادهم وتفرَّقوا.

##### فتح حصن المنيطرة وبعض الحصون
اتجه الجيش النوري إلى الاستيلاء على حصن المنيطرة في عام 561 هـ / 1165م وغنم الغنائم الوفيرة وفي العام التالي 562 هـ / 1166م تمت مهاجمة المناطق المحيطة بحصن الأكراد، وسلب الغنائم، كذلك تَّم الاستيلاء على حصن صافيتا وهو من حصون الإمارة المنيعة، ووقع صدام بين الجيش النوري، وجيش إمارة طرابلس 565 هـ / 1169م فيما عرف بمعركة اللبوة، وبعد عامين أي في عام 567 هـ / 1171م واصل نفس السياسة وتم إرسال القوات لمحاصرة حصن عرقة واستولت عليه في نفس العام.

#### حربه مع إمارة أنطاكية

##### معركة أنب

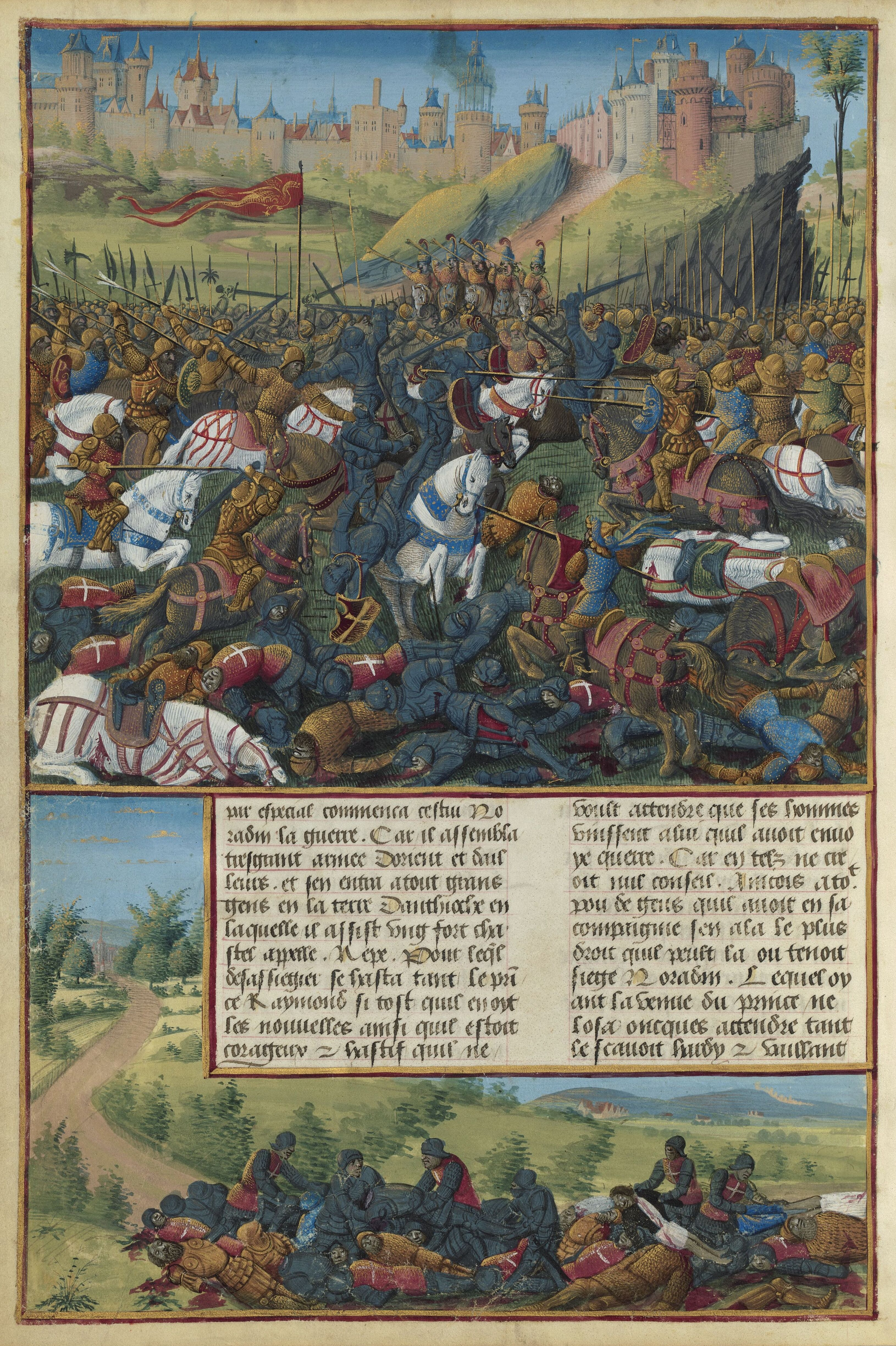
رسم لمعركة قلعة أنب.

قام ريموند الثاني حاكم أنطاكية بعد عام من معركة حصن عريمة بالهجوم على قوات نور الدين المتواجدة قرب أفاميا في سنة 544 هـ (الموافق لسنة 1149 م)، مما أدى إلى تراجع في جيوش نور الدين. نجح نور الدين في إعادة تجميع قواته ليلتقي بالجيش الصليبي عند قلعة أنب لتتم المواجهة بين جيش نور الدين وجيش ريموند الثاني الذي كان متحالفا مع علي بن وفا زعيم الحشاشين. دهش نور الدين من ضعف جيش ريموند وقد ظن بادء الأمر أن هناك خديعة. بدأ الهجوم الشامل في 9 صفر/ 29 يونيو من نفس العام على جيش ريموند مم أدى إلى سحق الجيش الصليبي، ورفض ريموند الفرار نظرا للمكانة التي كان يتمتع فيها، وقتل في المعركة بضربة سيف من أسد الدين شيركوه، وقام نور الدين بارسال رأس ريموند إلى الخليفة العباسي المقتفي لأمر الله.
استغل نور الدين حالة التخلخل التي أصابت إمارة أنطاكية، ليندفع فاتحا معظم القرى والمدن فعمل على الاستيلاء على عدد من الحصون في كل الوادي الأوسط لنهر العاصي، ومنها أزمان وأنب، وعم، واجتاح سهل أنطاكية حتى بلغ ميناء السويدية وبذلك قضى على المراكز الصليبية الأمامية الواقعة بين حلب وأنطاكية التابعة لها حتى وصل أبواب أنطاكية. لكنه وجد مقاومة شديدة من أرملة ريموند الثاني كما دفع بالدوين الثالث جيوشه نحو الشمال لتخفيف الحصار عن أنطاكية. ترك نور الدين بعض من جيشه في محاصرة أنطاكية، واتجه إلى حصن أفاميا، فخاف أهلها على نفسهم وأعلنوا استسلامهم بعد أن أمنهم نور الدين على أنفسهم. ولما تناه له أن بالدوين الثالث قد حرك جيشه باتجاه أنطاكية اتفق مع الإمارة المحاصرة على المهادنة على أن تكون ما يقرب من الأعمال الحلبية له وما يقرب من أنطاكية لهم.

##### معركة حارم
قام عموري الأول ملك مملكة بيت المقدس بتحريك جيوشه لمواجهة أسد الدين شيركوه الذي أرسله نور الدين في مهمة مساعدة الوزير شاور. فخاف نور الدين على أن يسيطر الصليبيون على مصر فقرر مشاغلة الصليبيين في دمشق للتخفيف عن حملة أسد الدين. فقام بتجميع جيش وطالب من أخوه قطب الدين إرسال مدد له كما أرسل إليه كل من فخر الدين قره أرسلان ونجم الدين ألبي قوات أخرى فتجمع لديه جيش كبير. وضرب حصار على مدينة حارم سنة 559 هـ(الموافق لسنة 1164 م)، والتي حاول فتحها في سنة 557 هـ لكنها تمنعت عليه.
في المقابل تجمع عدد كبير من القوات الصليبية لصد هجوم نور الدين مؤلفة من بوهمند الثالث أمير أنطاكية وريموند الثالث أمير طرابلس وجوسلين الثالث ابن جوسلين الثاني. كما انضم إليهم قسطنطينوس كالمنوس حاكم قيليقية وثوروس الثاني وميلخ أمراء مملكة أرمينيا الصغرى. فقرر نور الدين فك الحصار عن حارم والتوجه إلى قرية أرتاح مفضلا أن تكون معركة سهلية. ظن بهيموند الثالث أن جيوش نور الدين لاذت بالفرار فاستعجل الخُطا للّحاق بجيوش نور الدين، حتى ابتعد عن بقية جيوشه ووجد نفسه محاصرا بقوات نور الدين وهُزم ووقع في الأسر. كرّ نور الدين على بقية جيوش الصليبيين فهزمهم وأوقع في الأسر معظم القادة مثل ريموند الثالث وقسطنطينوس كالمنوس أما ثوروس فقد نجح في الفرار الذي كان متوقعا وجود مناورة تركية في ذلك. بعد ذلك توجه إلى حارم وتمكن من السيطرة عليها.</ref> كان باستطاعة نور الدين فتح أنطاكية، لكنه خشي من ردة فعل الإمبراطور البيزنطي الذي كان يعتبر نفسه حاميا لهذه المدينة، فانصرف عن هذه الجهة.

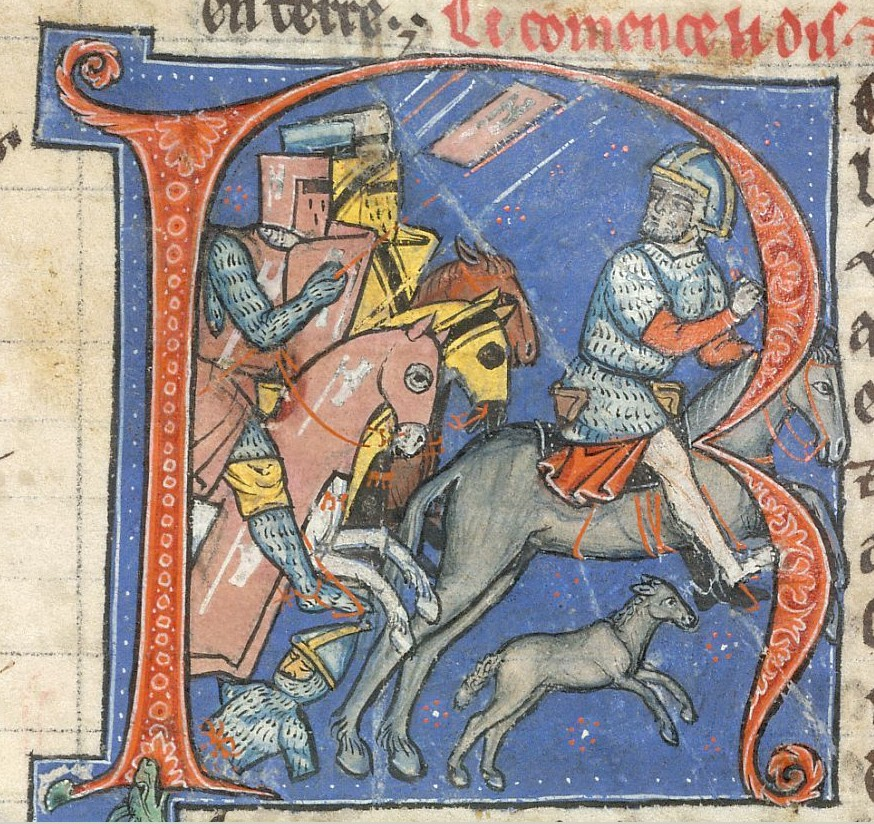
رسم إفرنجي يُظهر نور الدين زنكي وهو يفر من أمام الصليبيين.

#### حربه مع جوسلين الثاني
بعد أن فشل جوسلين الثاني في ضم إمارة الرُها، التجأ إلى حصن تل باشر، وبقي في حالة كرٍّ وفرٍّ مع نور الدين مما اضطر نور الدين إلى مهادنته أكثر من مرة. في عام 544 هـ / 1149م قرر نور الدين التخلص من هذا الجيب الصليبي وأرسل إليه جيشا. لكن جوسلين علم بذلك فعقد تحالفات مع بعض الحكام الأتراك والأرمن واستطاع الحاق هزيمة كبيرة بحيش نور الدين.
أثارت هذه الهزيمة نور الدين فعمد إلى إغراء البعض من التركمان بالمال والإقطاعات مقابل قتل وأسر جوسلين الثاني. بالفعل نجح هؤلاء بأسر جوسيلين الثاني وذلك أثناء غزوه للتركمان وسبيه لامرأة واختلائه بها تحت شجرة فهجم هؤلاء عليه وأسروه واقتادوه إلى نور الدين. تشير بعض المراجع الغربية إلى أن أسر جوسيلين الثاني كان أثناء توجهه إلى حضور اجتماع في أنطاكية، نتيجة تأخره عن حرسه ووقع بيد بعض التركمان. وكانوا على استعداد لإطلاق سراحه لقاء فدية ثمينة إلا أن نور الدين علم بذلك وأغرى هؤلاء واقتادوه إلى حلب ليقضي بقية حياته في السجن بعد أن فُقئت عيناه.
بعد أسرة جوسلين الثاني، تيسّر على نور الدين فتح العديد من إقطاعاته مثل عنتاب، عزاز، قُوُرس والرَّاوندان، حصن البارة، تل خالد، كفر لاثا، كفر سود، حصن بسرفوت بجبل بني عُليم ودُلُوك، مرعش، نهر الجوز وبرج الرصاص. وفيما بعد بيعت تل باشر إلى الأمبراطور البيزنطي عمانوئيل كومنينوس سنة 545 هـ (الموافق لسنة 1150 م) وما لبثت أن سقطت في يد نور الدين بعد عام.

## ضم مصر

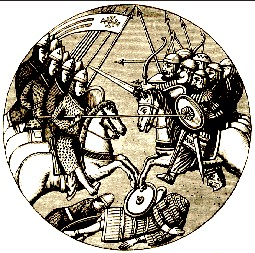
معركة عسقلان بين الصليبيين والفاطميين.

بعد نجاح نور الدين في ضم دمشق وأصبحت عاصمة دولته ومنطلق الحكم وأصبح ملك دمشق وموحد الشام لم يعد أمام الصليبيين للغزو والتوسع سوى طريق الجنوب بعد أن أحكم نور الدين سيطرته على بلاد الشام؛ ولذا تطلع الصليبيون إلى مصر باعتبارها الميدان الجديد لتوسعهم، وشجعهم على ذلك أن الدولة الفاطمية في مصر تعاني الضعف فاستولوا على عسقلان، وكان ذلك إيذانا بمحاولتهم غزو مصر، مستغلين الفوضى في البلاد، وتحولت نياتهم إلى عزم حيث قام عموري الأول ملك بيت المقدس بغزو مصر سنة558 هـ / 1163م محتجا بعدم التزام الفاطميين بدفع الجزية له، غير أن حملته فشلت وأجبر على الانسحاب.
أثارت هذه الخطوة الجريئة مخاوف نور الدين، فأسرع بشن حملات على الصليبيين في الشام حتى يشغلهم عن الاستعداد لغزو مصر، ودخل في سباق مع الزمن للفوز بمصر وضمها لمملكته في الشام، فأرسل عدة حملات من دمشق تحت قيادة «أسد الدين شيركوه» وبصحبته ابن أخيه الشاب اليافع صلاح الدين الأيوبي، ابتدأت من سنة 559 هـ (الموافق لسنة 1164م) واستمرت نحو خمس سنوات وفشلت عدة مرات بسبب خيانه شاور الوزير الأول للخليفة الفاطمي وتعاونه مع الصليبيين والفساد المتفشي. ولكن أسد الدين لم يتراجع، ففي كل مرة كان يُعيد تجهيز جيشه وينطلق من جديد بأوامر نور الدين في دمشق حتى نجح بعد سباق محموم مع الصليبيين في الظفر بمصر سنة 564 هـ (الموافق لسنة 1169 م) وتولى شيركوه الوزارة من العاضد لدين الله آخر حكام الفاطميين، على أنه لم يلبث أن توفي فعين نور الدين زنكي صلاح الدين الأيوبي وزيرا على مصر وضمها لملكه في الشام. كانت شعلة البداية عندما خلع شاور الوزير الفاطمي على يد ضرغام.

### الحملة النورية الأولى
بعد أن خُلع شاور من الوزارة، ذهب إلى نور الدين طالبا منه العون في استعادة الوزارة مقابل أن يدفع له مصاريف الحملة، ويتخلى عن المقاطعات الحدودية، ويدفع ضريبة سنوية تعادل ثلث أيرادات البلد. ولم يتخذ نور الدين القرار إلا بعد أن استخار أيات من القرآن. أرسل نور الدين أسد الدين شيركوه عبر الصحراء، وقام هو بهجوم على بانياس للتمويه على تحركات أسد الدين. سرعان ما طالب ضرغام المساعدة من الملك عموري الأول، لكن أسد الدين سرعان ما عبر السويس وواجهة قوات ضرغام وقتله قبل أن تجهز القوات الصليبية. أعيد تنصيب شاور في سنة 558 هـ / 1164م.
تنكر شاور لوعوده وطالب أسد الدين بالرجوع إلى دمشق، لكن أسد الدين رفض وسيطر على بلبيس، فما كان من شاور إلا أن استعان بعموري الأول واعدا إياه سبع وعشرين ألف دينار وهدايا أخرى. انضمت قوات عموري مع قوات شاور وحاصرت بلبيس لمدة ثلاثة أشهر، لكن تدخل نور الدين في الشام وأصداء معركة حارم جعلت الملك عموري الأول يتفاوض على أن يجلي هو وقوات أسد الدين عن مصر.

### الحملة النورية الثانية
كانت لمطالبات الخليفة العباسي في بغداد بالقضاء على التشيع الفاطمي في مصر تأثير كبير على إعداد الحملة النورية الثانية. حيث أعطى نور الدين الإذن لأسد الدين بالتوجه إلى مصر سنة 561 هـ (الموافق 1166 م). تحرك أسد الدين في السنة التالية دون أن يخفي نواياه، ليطلب شاور المساعدة من عموري الأول، الذي استدعى باروناته للتأكيد على الخطر المحدق بالمملكة في حال سيطر نور الدين على مصر. وكان على قوة المملكة كلها المشاركة في القتال وعلى المتخلفين أن يدفعوا عشر إيرادهم السنوي. اتخذ أسد الدين طريقا مغايرا لطريق الصليبيين وعسكر قرب الجيزة.
تقابل جيش شاور وعموري في الشمال الشرقي من القاهرة على بعد ميل من أسوار القاهرة، ليتم عقد اتفاق تحالف رسمي بين الطرفين يحصل بموجبه عموري الأول على مبلغ اربعمئة ألف بيزنطية نصفهم في الحال ويوقع هذا الاتفاق العاضد لدين الله في القاهرة.
بعد شهر من تعسكر الجيشين في مقابلة بعضهما البعض نجح عموري من عبور الجزيرة على رأس الدلتا ليفاجئ أسد الدين، والذي وجد أن جيشه قليل العدد فقرر الانسحاب متحركا باتجاه الجنوب وعسكر في الأشمونين ضمن مدينة خمون الفرعونية. حيث لحق به الجيش الصليبي - المصري. بدأ الاشتباك في 24 جمادى الأولى من سنة 562 هـ (الموافق فيه 18 مارس 1167م). وعلى الرغم من التفوق العددي للجيش الصليبي - المصري استطاع أسد الدين هزيمتهم بأن أوهم جيوش الصليبيين بأن قلب جيشه يتراجع حتى لحقوا بهم وأطبق عليهم من الطرفين. فقد كان جيشه خفيف الحركة بشكل أكثر من الجيش الصليبي- المصري.لينسحب عموري وشاور إلى القاهرة.
توجه أسد الدين إلى مدينة الإسكندرية المعروفة بكرهها لشاور، وفتحت لهم أبوابها. سرعان ما أعاد عموري الأول وشاور ترتيب الجيش، وعلى الرغم من الخسائر الكبيرة التي لحقت بهم فكان لايزال جيشهما أكثر عددا من جيش أسد الدين، وضربوا حصارا قاسيا على الإسكندرية. بدأت ملامح المجاعة تلوح في الأفق فقرر أسد الدين التسلل مع حامية إلى خارج الإسكندرية واستخلف صلاح الدين عليها، متوجها إلى مصر العليا أملا بأن تلحق به جيوش عموري إلا أن شاور أشار بأهمية الإسكندرية، ليستمر الحصار عليها. ترى المصادر الصليبية أن أسد الدين تسلل من الإسكندرية لما ساءت الأمور فيها، وأنه أرسل في التفاوض على أن يخرج كلا الجيشين من مصر، وعن ألا يعاقب أهالي الإسكندرية للدعم الذي قدموه. كان من أهم أسباب موافقة عموري على هذه الصفقة إغارة نور الدين على إمارة طرابلس، مما أدى إلى خوف عموري الأول على أراضيهم في الشام. في حين ترى المصادر العربية أن أسد الدين افترق عن صلاح الدين مباشرة بعد الدخول إلى الإسكندرية، وراح يغير على صعيد مصر. حين اشتد الحصار على الإسكندرية تحرك نحوها، فلقفه الصليبيين في الصلح ووافق على ذلك.
ليخرج الجيش النوري من مصر في 29 شوال 562 هـ /18 أغسطس 1167م.

### الحملة النورية الثالثة
عُقد مجلس للبارونات براعية عموري الأول في القدس للنظر في أمور مصر، نظرا لتخلف شاور من دفع الإتاوة إلى الحامية الصليبية الموجودة في مصر إضافة إلى وجود شائعات تفيد بأن الكامل ابن شاور تقدم للزواج من أخت صلاح الدين.
قرر المجمع التحرك نحو مصر ليصل في يوم 26 محرم 564 هـ (الموافق فيه 30 أكتوبر من سنة 1168 م)إلى بلبيس. حاول شاور إعادة المعاهدة لكن الملك طلب مليوني دينار إضافيين. قرر شاور المقاومة لكن الجيش الصليبي استطاع دخول قلعة بلبيس بعد أربع أيام وارتكبت مذبحة كبيرة هناك شملت كل من الأقباط والمسلمين. بدأ عموري حصار الفسطاط في 13 نوفمبر، مما دفع شاور إلى حرق الفسطاط وبدأ يهدد بأن سيشعل القاهرة في حال استمر عموري في خطته، كما قام في نفس الوقت بمفاوضة عموري على المبلغ الذي سيدفعه.
عظم حريق الفسطاط على العاضد فأرسل إلى نور الدين طالبا النجدة الذي أرسل أسد الدين إلى مصر. قام شاور بتحذير عموري الأول أثناء المفاوضات من تحرك الجيش النوري باتجاه مصر. فقرر عموري مباغتة جيش أسد الدين عند السويس. لكن أسد الدين ادرك ذلك فاتجه نحو الجنوب متجاوزا الصليبيين. فما كان من عموري إلا الجلاء عن أرض مصر في 2 يناير سنة 1169، ليدخل أسد الدين القاهرة في 7 ربيع الآخر 564 هـ / 8 يناير سنة 1169م وفي 17 ربيع الآخر / 18 يناير ألقي القبض على شاور وأصدر العاضد أمرا بقتله وعين أسد الدين كوزير.

### حصار دمياط
بعد سقوط مصر في يدي نور الدين أرسل الملك عموري رسله لإرسال حملة صليبية جديدة شارحا خطورة الأمر
والتغير في ميزان القوى في المنطقة، فاستجاب البابا ألكسندر الثالث وبعث رسائل إلى ملوك أوروبا، لكنها لم تجد أذنا صاغية. في حين نجح الرسول المرسل إلى القسطنطينية بسبب ادراك الإمبراطور عمانوئيل اختلال توازن القوى في المنطقة. فعرض تعاون الأسطول الإمبراطوري مع حملة عموري الأول. الذي وجد الفرصة مناسبة بسبب انشغال نور الدين في الشمال بالخلافات الناتجة عن موت فخر الدين قره أرسلان وعصيان حاكم منبج ومرض أخوه قطب الدين زنكي. إضافة إلى وفاة أسد الدين شيركوه وتعيين صلاح الدين مكانا له والذي كان يراه الملك عموري بالشخص غير المحنك.

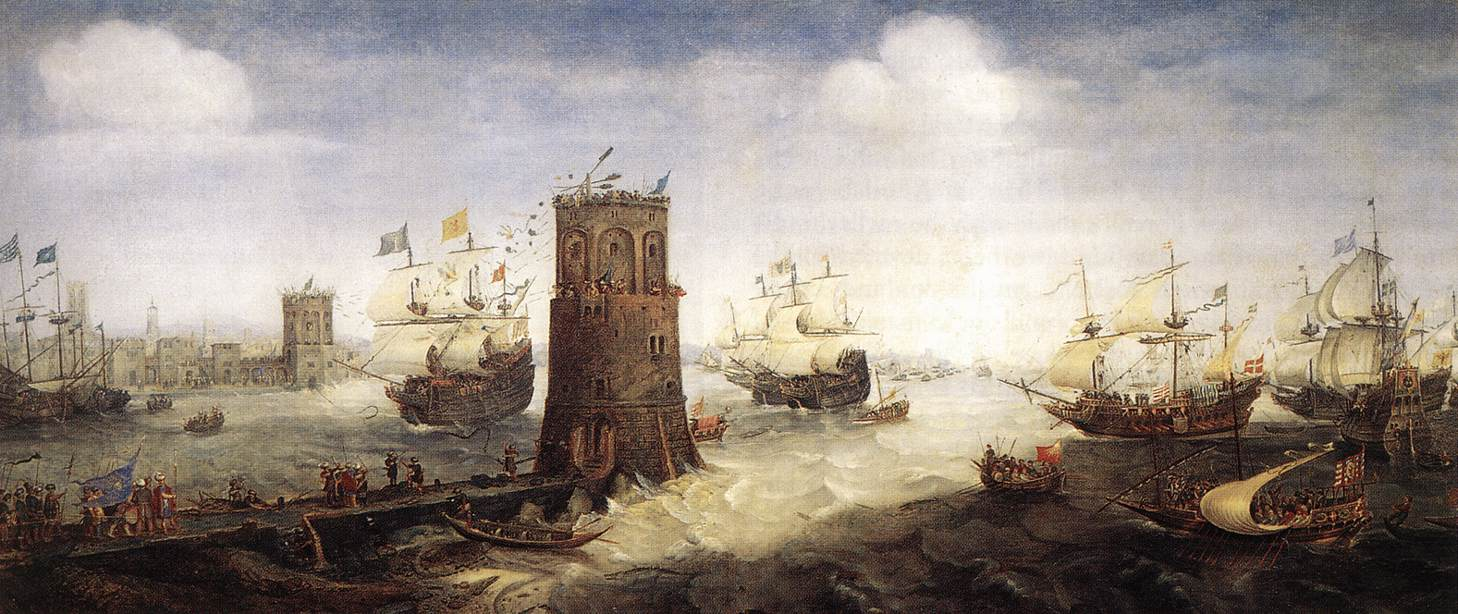
حصار دمياط من قبل الأسطول الصليبي والبيزنطي.

نتج عن تأخر الحملة ثلاث أشهر منذ انطلاقها في 13 شوال 564 هـ (10 يوليو 1169 م) بسبب عدم حماسة الأمراء
والبارونات الصليبيبن للمعركة بعد المعارك الأخيرة، إلى استعداد صلاح الدين بشكل جيد. فقد استطاع التخلص من حرس قصر العاضد واستبداله بحرس موالين له. ليبدأ حصار دمياط في 1 صفر 565 هـ / 25 أكتوبر 1169م، ليرسل صلاح الدين قواته بقيادة شهاب الدين محمود وابن أخيه تقي الدين عمر، وأرسل إلى نور الدين يشكو ما هم فيه من المخافة ويقول: «إن تأخرت عن دمياط ملكها الإفرنج، وإن سرت إليها خلفني المصريون في أهلها بالشر، وخرجوا من طاعتي، وساروا في أثري، والفرنج أمامي؛ فلا يبقى لنا باقية».وقال نور الدين في ذلك: «إني لأستحي من الله أن أبتسم والمسلمون محاصرون بالفرنج». فسار نورالدين إلى الإمارات الصليبية في بلا الشام وقام بشن الغارات على حصون الصليبيبن ليخفف الضغط عن مصر. وقامت حامية دمياط بدور أساسي في الدفاع عن المدينة وألقت سلسلة ضخمة عبر النهر، منعت وصول سفن الروم إليها، وهطلت أمطار غزيرة حولت المعسكر الصليبي إلى مستنقع فتهيأوا للعودة وغادروا دمياط بعد حصار دام خمسين يوماً، بعد أن أحرقوا جميع أدوات الحصار. وعندما أبحر الأسطول البيزنطي، هبت عاصفة عنيفة، لم يستطيع البحارة الذين كادوا أن يهلكوا جوعاً من السيطرة على سفنهم فغرق معظمهم.

### إسقاط الدولة الفاطمية
أرسل نور الدين إلى صلاح الدين طالبا أياه بإيقاف الدعاء للخليفة الفاطمي، والدعاء بدلاً عن ذلك للخليفة العباسي في مساجد مصر. ولم يرغب صلاح الدين من الامتثال لهذا الأمر خوفا من النفوذ الشيعي في مصر. وأخذ يراوغ في تأخير الأمر. إلا أن نور الدين هدد صلاح الدين بالحضور شخصيا إلى القاهرة. فاتخذ صلاح الدين الإجراءات الشرطية اللازمة، لكن لم يتجرأ أحد على القيام بذلك. إلى أن جاء شيخ سني من الموصل زائر وقام في الجامع الكبير وخطب للخليفة العباسي المستضيء بأمر الله في أول جمعة من سنة 567 هـ / سبتمبر 1171م. لتحذو القاهرة كلها حذوه. في حين كان العاضد لدين الله على فراش الموت مريضا.

## العلاقة مع الإمبراطورية البيزنطية

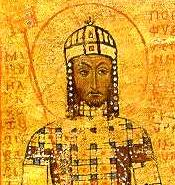
الإمبراطور البيزنطي عمانوئيل كومنينوس.

عاصر نور الدين الإمبراطور عمانوئيل كومنينوس، والذي كان سياسيا محنكا وراغبا في فرض السيطرة على العالم المسيحي. وتمثلت علاقة نور الدين مع الإمبراطورية البيزنطية بالسلام والرغبة في تحييدها عن الصراع مع الإمارات الصليبية. فقد حاول نور الدين استثمار الخلافات القائمة بين الإمبراطورية البيزنطية والإمارات الصليبية. كما احتاج الإمبراطور البيزنطي نور الدين لاستمرار الصراع مع الإمارات، وبالتالي يطلبون العون منه فلا تغيب سطوته عنهم. إضافة إلى تعزيز علاقة التبادل التجاري بينهم.
حاول نور الدين فض التحالف الذي حصل بين بالدوين الثالث وعمانوئيل في أنطاكية من سنة 554 هـ (الموافق لسنة 1159م) والهادف إلى توجيه جيش مشترك لضرب القوة النورية المتزايدة. عن طريق عقد تحالف مع الإمبراطور البيزنطي ينص على إطلاق نور الدين للأسرى المسيحين لديه وعددهم ستة آلاف وكانوا معتقلين في حلب منذ الحملة الصليبية الثانية. إضافة إلى تعهد نور الدين في مساعدة الإمبراطور في حروبه ضد سلاجقة الروم.
فيما بعد قام نور الدين بإطلاق سراح قسطنطينوس كالمنوس الذي أسره في معركة حارم كبادرة لحسن النية مع الإمبراطورية وعدم كسب العداء معها.

## أهم صفاته الشخصية

### حرصه على تطبيق الشريعة
كان نور الدين محمود يقول: «نحن شحن (شرطة) الشريعة نمضي أوامرها» وقال أيضاً: «نحن نحفظ الطريق من لص وقاطع طريق والأذى الحاصل منهما قريب أفلا نحفظ الدين ونمنع عنه ما يناقضه، وهو الأصل».
قال عنه ابن كثير: «كان يقوم في أحكامه بالمعاملة الحسنة واتباع الشرع المطهر.. وأظهر ببلاده السنة وأمات البدعة».
أمر بإلغاء كل الضرائب والمكوس التي كانت تؤخذ من الشعب وذلك عندما قص عليه وزيره موفق الدين خالد بن محمد بن نصر القيسراني الشاعر أنه رأى في منامه كأنه يغسل ثياب الملك نور الدين، فأمره بأن يكتب مناشير بوضع المكوس والضرائب عن البلاد، وقال له: «هذا تأويل رؤياك». وكتب إلى الناس ليكون منهم في حل مما كان أخذ منهم، ويقول لهم: «إنما صرف ذلك في قتال أعدائكم من الكفرة والذب عن بلادكم ونسائكم وأولادكم». وكتب بذلك إلى سائر ممالكه وبلدان سلطانه، وأمر الوعاظ أن يستحلوا له من التجار، وكان يقول في سجوده: «اللهم ارحم المكاس العشار الظالم محمود الكلب».

### عدله

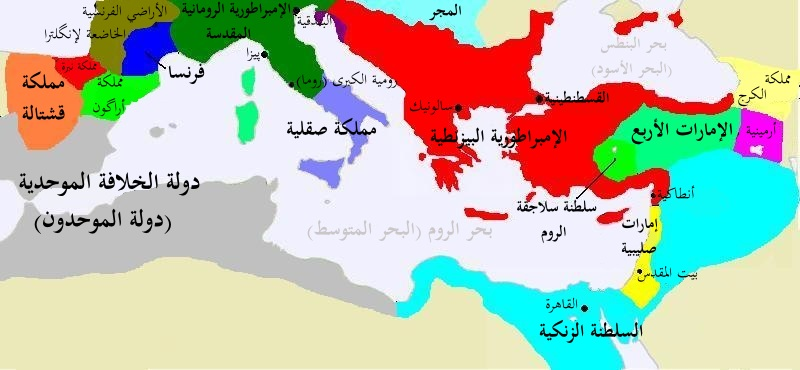
الدولة الزنكية والإمارات والدول المحيطة بها عند نهاية عهد نور الدين زنكي.

يقول عنه ابن الأثير في عدل نور الدين: «قد طالعت سير الملوك المتقدمين، فلم أر فيهم بعد الخلفاء الراشدين وعمر بن عبد العزيز أحسن من سيرته، ولا أكثر تحريا منه للعدل».
وصف ابن الأثير نور الدين بأنه: «كان يتحرى العدل وينصف المظلوم من الظالم كائناً من كان، القوي والضعيف عنده في الحق سواء، فكان يسمع شكوى المظلوم ويتولى كشف ذلك بنفسه، ولا يكل ذلك إلى حاجب ولا أمير، فلا جرم أن سار ذكره في شرق الأرض وغربها».
قال ابن الأثير: «وهو أول من ابتنى داراً للعدل، وكان يجلس فيها في الأسبوع مرتين، وقيل: أربع مرات، وقيل: خمس. ويحضر القاضي والفقهاء من سائر المذاهب، ولا يحجبه يومئذ حاجب ولا غيره، بل يصل إليه القوي والضعيف، فكان يكلم الناس ويستفهمهم ويخاطبهم بنفسه، فيكشف المظالم، وينصف المظلوم من الظالم».
كان سبب ذلك أن أسد الدين شيركوه بن شاذي كان قد عظم شأنه عند نور الدين، حتى صار كأنه شريكه في المملكة، واقتنى الأملاك والأموال والمزارع والقرى، وكان ربما ظلم نوابه جيرانه في الأراضي والأملاك العدل، وكان القاضي كمال الدين ينصف كل من استعداه على جميع الأمراء إلا أسد الدين هذا فما كان يهجم عليه، فلما علم نور الدين بذلك ابتنى نور الدين دار العدل تقدم أسد إلى نوابه أن لا يدعوا لأحد عنده ظلامة، وإن كانت عظيمة، فإن زوال ماله عنده أحب إليه من أن يراه نور الدين بعين ظالم، أو يوقفه مع خصم من العامة، ففعلوا ذلك. فلما جلس نور الدين بدار العدل مدة متطاولة ولم ير أحداً يستعدي على أسد الدين، سأل القاضي عن ذلك فأعلمه بصورة الحال، فسجد نور الدين شكرا لله، وقال: «الحمد لله الذي أصحابنا ينصفون من أنفسهم».

### تدينه وزهده
كان نور الدين كثير الصلاة في الليل، وحُكي عنه أنه كان يصلي فيطيل الصلاة، وله أوراد في النهار، فإذا جاء الليل وصلى العشاء نام، ثم يستيقظ نصف الليل، ويقوم إلى الوضوء والصلاة والدعاة إلى بكرة، ثم يظهر للركوب ويشتغل بمهام الدولة.
قال عنه ابن كثير في البداية والنهاية: «وقد كان حسن الخط كثير المطالعة للكتب الدينية، متبعًا للآثار النبوية، محافظًا على الصلوات في الجماعات، كثير التلاوة، محبًا لفعل الخيرات، عفيف البطن والفرج، مقتصدًا في الإنفاق على نفسه وعياله في المطعم والملبس، حتى قيل: إنه كان أدنى الفقراء في زمانه أعلا نفقة منه من غير اكتناز ولا استئثار بالدنيا، ولم يُسمع منه كلمة فحش قَطّ، في غضب ولا رضًا، صموتًا وقورًا».
قال ابن الأثير: «لم يكن بعد عمر بن عبد العزيز مثل الملك نور الدين، ولا أكثر تحريًا للعدل والإنصاف منه، وكانت له دكاكين بحمص قد اشتراها مما يخصه من المغانم، فكان يقتات منها، وزاد امرأته من كراها على نفقتها عليها، واستفتى العلماء في مقدار ما يحل له من بيت المال فكان يتناوله ولا يزيد عليه شيئًا، ولو مات جوعًا، وكان يكثر اللعب بالكرة فعاتبه رجل من كبار الصالحين في ذلك فقال: إنما الأعمال بالنيات، وإنما أريد بذلك تمرين الخيل على الكر والفر، وتعليمها ذلك، ونحن لا نترك الجهاد».
وكان لا يلبس الحرير، وكان يأكل من كسب يده بسيفه ورمحه. وكان نور الدين يستقرض من الشيخ عمر الملا من الموصل -وكان من الصالحين الزاهدين- في كل رمضان ما يفطر عليه، وكان يرسل إليه بفتيت ورقاق فيفطر عليه جميع رمضان. وكان يدعو قائلًا: «اللهم انصر دينك ولا تنصر محمودًا، من الكلب محمود حتى ينصر»، وكان يدعو أيضًا: «إنك يا رب إن نصرت فدينك نصرت، فلا تمنعهم النصر بسبب محمود إن كان غير مستحق للنصر».

## تثبيته للمذهب السني

### في حلب
كان بنو حمدان يعتنقون المذهب الإمامي وقد أضاف سعد الدولة أبو المعالي (356-381 هـ/ 944-976 م) للأذان عام 367 هـ/977 م عبارة «حي على خير العمل محمد وعلي خير البشر»، واستمر الآذان على ذلك خلال عهود حكم آل مرداس وآل عقيل في حلب. وهناك قلة من الشيعة الإسماعيلية الذين ازداد نفوذهم زمن رضوان بن تتش، لذا كان المذهب الشيعي متغلغلا في حلب. لذلك فقد قام نور الدين بالخطوات التالية:
1. أمر الشيعة بترك حي على خير العمل في الآذان، وأنكر عليهم بشدة الجهر سب الصحابة، وكان ذلك في رجب من عام 543 هـ/1148 م، أي بعد عامين من دخوله حلب واستقراره فيها. فهاج الإسماعيلية وهاجوا ولكن سرعان ما سكنوا خوفا من ردة فعل السلطان.[96]
2. قام بعد ذلك بإبعاد بعض زعماء الشيعة عن حلب ومنهم والد المؤرخ ابن أبي طي.[97]
3. أنشأ المدارس لتدريس العلوم الإسلامية إحداهما حنفية وهي المدرسة الحلاوية (543 هـ/1148 م)، واسند بالتدريس فيها إلى برهان الدين أبي الحسن علي بن الحسن البلخي الذي استدعاه من دمشق،[98] والمدرسة النورية الكبرى والمدرسة النورية الصغرى، أو شافعية مثل المدرسة النفرية النورية (544 هـ/1149 م) لتدريس المذهب الشافعي، وتولى التدريس فيها قطب الدين النيسابوري.[99] والمدرسة العصرونية والمدرسة الشعيبية وكليهما مدارس شافعية أيضا.[100]

- أوقف زاويتين بالمسجد الجامع في حلب وخصص إحداهما لفقهاء الحنابلة والأخرى للمالكية.
- أنشأ خوانيق للصوفية وكانت في ذلك العصر مكانا للعبادة.
- كان أول من أنشأ دارًا للحديث.

### في الموصل
بعد فتحه للموصل سنة 566 هـ، أمر الزنكي بإصلاحات منها تخفيف الضرائب. رأى نور الدين في هذه الفترة ما يُعانيه المصلون من ضيق الجامع، فلم يكن بها جامع يُجمع به سوى الجامع الأموي، ولكن سكان البلدة ازدادوا ورأى بذلك حاجتها إلى جامع جديد. حينها أمر ببناء جامع جديد عُرف فيما بعد بالجامع النوري وأوصى عليه شيخه الملاء.

### في مصر
قام صلاح الدين فعزل قضاة الشيعة وألغى مجالس الدعوة وأزال أصول المذهب الشيعي الإسماعيلي. ثم أبطل الأذان بحي على خير العمل محمد وعلي خير البشر.
أمر في يوم الجمعة العاشر من ذي الحجة 565 هـ (1169 م) بأن يذكر في خطبة الجمعة الخلفاء الراشدون أبو بكر وعمر وعثمان ثم علي. ثم قطع الخطبة للخليفة الفاطمي وخطب للخليفة العباسي.

### دمشق - الشام

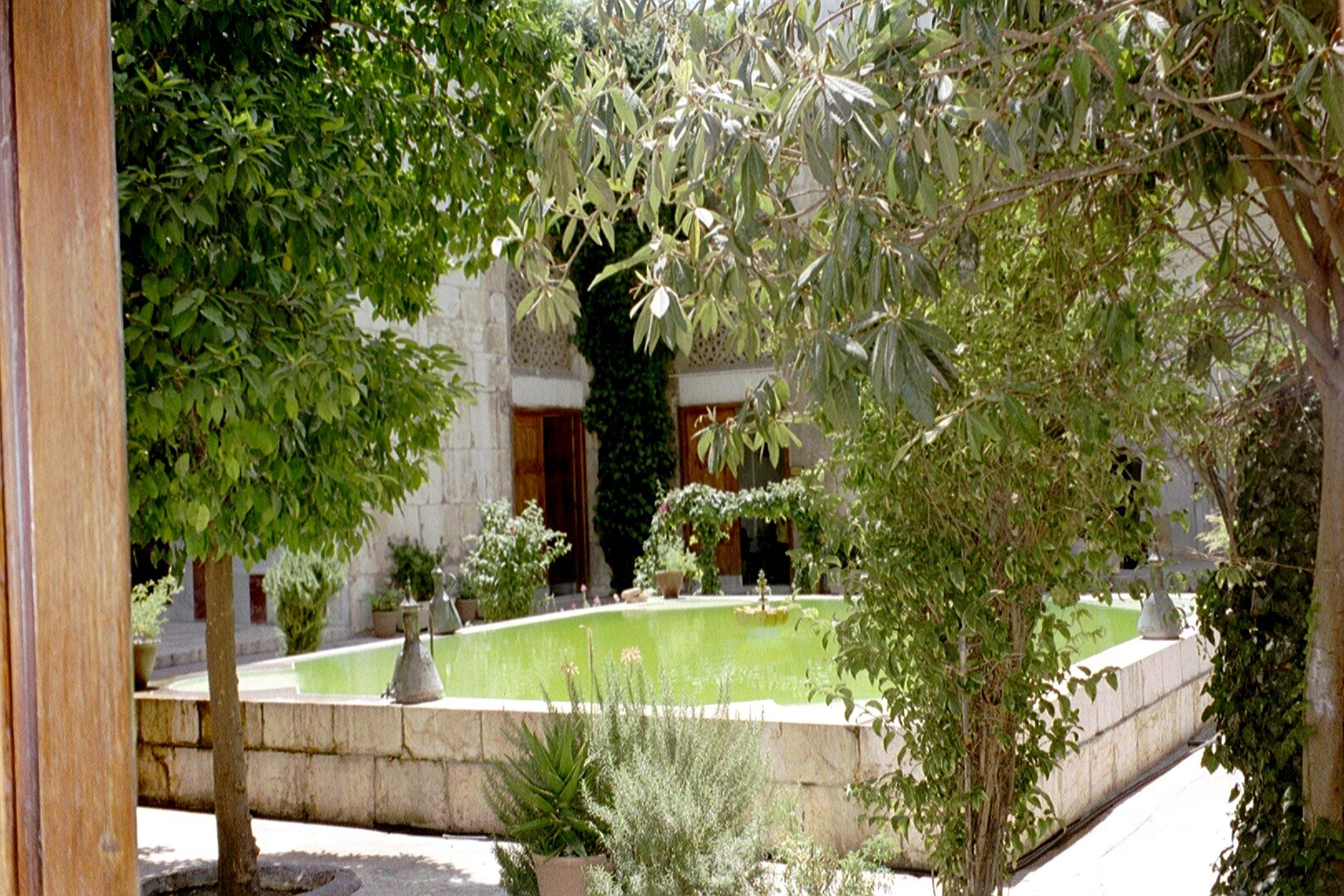
البيمارستان الكبير النوري في دمشق.

كانت دمشق العاصمة وأهم المدن في عهد نور الدين زنكي وقد عني بأنشاء الكثير من المباني والتي تحمل اسمه مثل:
- أنشأ في دمشق مدارس التعليم الشرعي وركز اهتمامه على المذهبين الحنفي والشافعي، فأنشأ للحنفية المدرسة النورية الكبرى والمدرسة النورية الصغرى. كما أنشأ المدارس للمذهبين المالكي والحنبلي.
- بنى أول وأكبر دار للحديث ووكل أمرها إلى الحافظ الكبير ابن عساكر.
- بنى دوراً للأيتام لتخريج العلماء وخصص لها الأوقاف الكثيرة.
- بنى العديد من البيمارستانات في جميع المدن.
- رمم سور دمشق وقام بتدعيمه بالأبراج العديدة والمنيعة التي منها «برج نور الدين» جنوب باب الجابية.
- بنى حمامًا عموميًا أصبح يعرف باسم حمام نور الدين، وهو يقع في منطقة البزورية بدمشق، ويعتبر مبناه من أقدم حمامات المدينة.[103]

## العلاقة مع صلاح الدين الأيوبي
يرى بعض المؤرخين أن فجوة حدثت بين صلاح الدين ونور الدين بعد استلام صلاح الدين الحكم في مصر. بدأت هذه الفجوة عندما تأخر صلاح الدين في الخطبة للخليفة العباسي في بغداد. حتى هدده نور الدين بالمسير إليه. وازداد الخلاف بينهما في سنة 567 هـ / 1172م وذلك عندما اتفقا على حصار الكرك ورجع صلاح الدين إلى مصر، قبل أن يلتقي بنور الدين. خوفا من أن يعزله نور الدين عن مصر فانسحب صلاح الدين متذرعا بالأوضاع الخطيرة في مصر. فعظم الأمر على نور الدين، حتى قرر المسير إلى مصر. لما علم صلاح الدين بذلك جمع مقربيه وشاورهم بالأمر فمنهم من نصح بمقاتلة نور الدين إلا أن والده وخاله منعوه من ذلك وطالبه والده بإرسال رسائل الاعتذار والتبرير لنور الدين،
إلى أن قرر نور الدين بتسيير حملة إلى مصر لخلع صلاح الدين لما شاهد منه الفتور في محاربة الصليبيين إلا أنه توفي قبل ذلك.

## وفاته

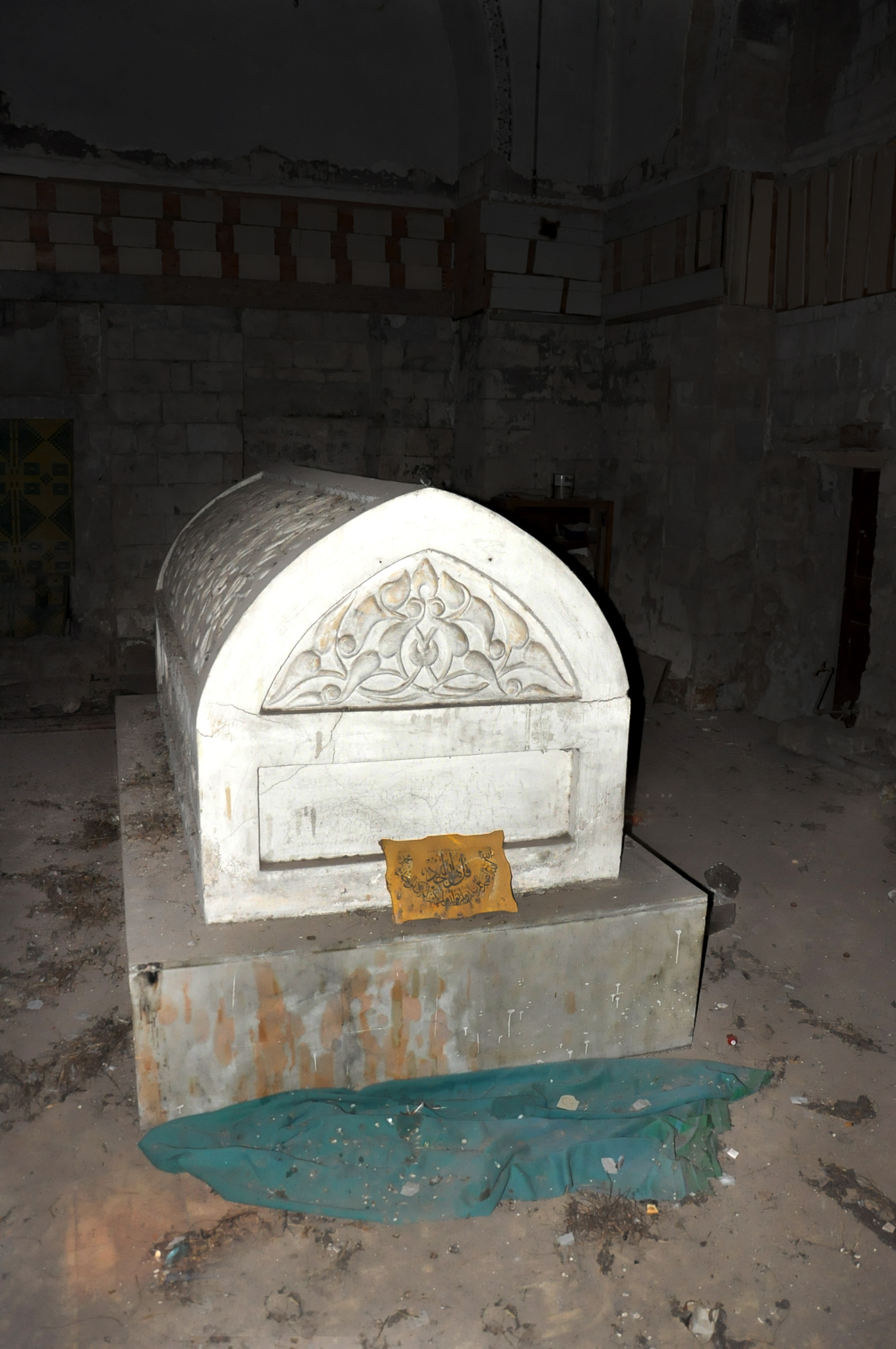
ضريح نور الدين زنكي في المدرسة النورية بمدينة دمشق.

وقع نور الدين في أوائل شوال من سنة 569 هـ / مايو 1174م بالذبحة الصدرية وبقي على فراش المرض أحد عشر يوما ليتوفي في 11 شوال 569 هـ / 15 مايو 1174م وهو في التاسعة والخمسين من عمره، ودفن في البيت الذي كان ملازما فيه في قلعة دمشق، ثم نقل جثمانه إلى المدرسة النورية الواقعة في سوق الخواصين بدمشق. وقد رثاه العماد الأصفهاني بقصيدة مطلعها:
وقال ابن تيمية في نور الدين زنكي: «عَزَّ أهل الإسلام وَالسنة في زمنه وذلَّ الكفار وأهل البدع ممن كان بالشام ومصر وغيرهما من الرافضة والجهمية ونحوهم».